# Хасав'юртівські угоди
Хасав'юртівські угоди (чеч. Хаси-Эвлан барт; рос. Хасавюртовские соглашения) — спільна заява від 31 серпня 1996 року представників влади Російської Федерації і керівництва ЧРІ, яким були затверджені спільно розроблені сторонами угоди «Принципи визначення основ взаємовідносин між Російською Федерацією та Чеченською Республікою». Підписані в місті Хасав'юрт (Дагестан).
Після підписання Хасав'юртівських угод на території Чечні припинилися військові дії — завершилася Перша чеченська війна.

## Результати та наслідки угод
Підсумком угод у Хасав'юрті стало припинення воєнних дій та виведення російських військ із Чечні. При цьому питання про статус території Чечні було відкладено до 31 грудня 2001 року. Підписанням Хасав'юртівських угод завершилася Перша чеченська війна.
8 жовтня 1996 року Рада Федерації ухвалила постанову № 336-СФ «Про ситуацію в Чеченській республіці», відповідно до якої вирішила «вважати документи, підписані 31 серпня 1996 року в місті Хасав'юрті, свідченням готовності сторін вирішити конфлікт мирним шляхом, що не мають державно-правового значення».
У 1996 році до Конституційного суду Російської Федерації звернулися 93 депутати Держдуми РФ із запитом про перевірку конституційності документів, підписаних 31 серпня 1996 року в Хасав'юрті О. Лебедем, А. Масхадовим, С. Харламовим та С. Абумуслімовим. На думку авторів запиту, ці документи не відповідали статті 4 Конституції Російської Федерації, що закріплює цілісність та недоторканність території Російської Федерації.

26 грудня 1996 року Конституційний суд РФ виніс ухвалу, в якій вказав:
«Оскаржувані в запиті акти, прийняття яких сприяло припиненню бойових дій на території Чеченської Республіки і свідчило про готовність сторін вирішити конфлікт мирним шляхом, є рамковою угодою політичного характеру, в якій визначено деякі напрямки для подальшої розробки та реалізації програми дій щодо забезпечення процесу мирного врегулювання в Чеченській Республіці. Відповідно до частини другої статті 3 Федерального конституційного закону „Про Конституційний Суд Російської Федерації“ Конституційний Суд Російської Федерації вирішує виключно питання права. Отже, вирішення поставлених депутатами Державної Думи питань, що стосуються політичних угод, непідвідомче Конституційному Суду Російської Федерації.»
Дія угод остаточно припинилася з початком Другої чеченської війни.